# Молино дел Фико (Империја)
Молино дел Фико је насеље у Италији у округу Империја, региону Лигурија.
Према процени из 2011. у насељу је живело 41 становника. Насеље се налази на надморској висини од 67 м.